# Fârțănești
Fârțănești is een Roemeense gemeente in het district Galați.
Fârțănești telt 5276 inwoners.